# St. Gallus (Unterbaldingen)

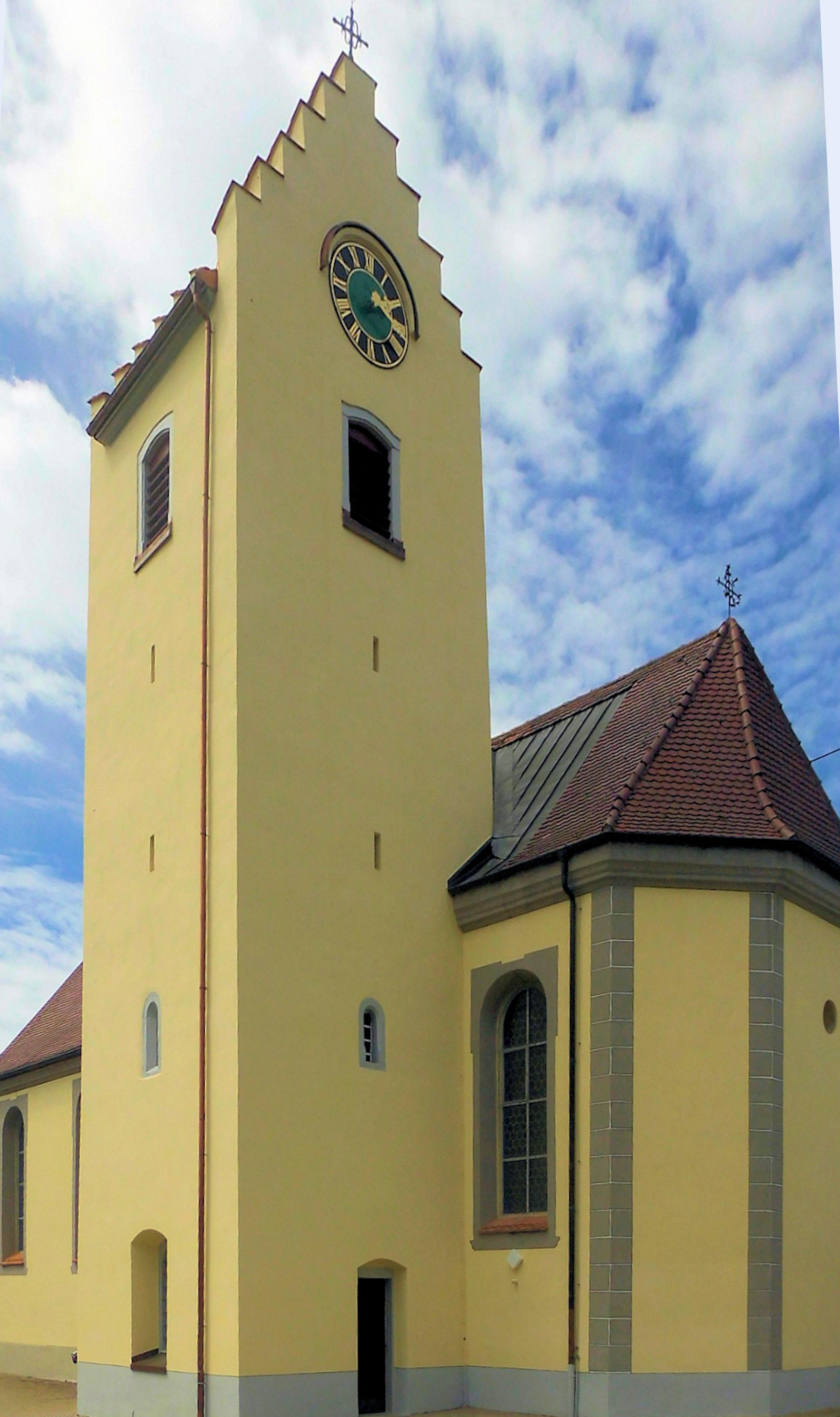
St. Gallus in Unterbaldingen

Die römisch-katholische Pfarrkirche St. Gallus steht Unterbaldingen, einem Ortsteil der Stadt Bad Dürrheim im Schwarzwald-Baar-Kreis in Baden-Württemberg. Die Pfarrei gehört zum Erzbistum Freiburg. Das Bauwerk ist beim Landesamt für Denkmalpflege Baden-Württemberg als Baudenkmal eingetragen.

## Beschreibung
Von der Saalkirche wurden 1732 das Langhaus und der eingezogene, dreiseitig geschlossene Chor im Osten erbaut. Der Chorflankenturm an der Südwand des Chors wurde vom Vorgängerbau aus dem 11./12. Jahrhundert übernommen. Er wurde mit einem Geschoss aufgestockt, das den Glockenstuhl beherbergt, in dem drei Kirchenglocken hängen. Er wurde mit einem Satteldach zwischen Staffelgiebeln bedeckt, in denen sich die Zifferblätter der Turmuhr befinden.
Der Innenraum des Langhauses ist mit einer Flachdecke überspannt. Der Hochaltar, der von den Statuen des heiligen Gallus und des Johannes des Täufers flankiert wird, die Seitenaltäre und die Kanzel wurden 1732 gebaut. Auf dem Altarretabel des Hochaltars hat 1879 Melchior Paul  Deschwanden eine Darstellung der Kreuzigung Christi gemalt.